# Bad Wiessee

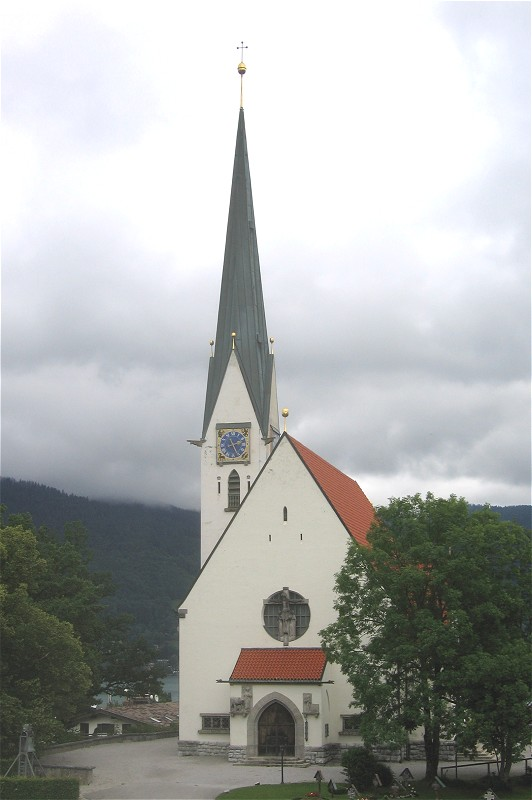
Nhà thờ Maria Himmelfahrt ở Bad Wiessee.

Bad Wiessee là một thị xã nghỉ mát ở bên hồ Tegernsee, Bayern, Đức. Đô thị Bad Wiessee có diện tích 32,79 km², dân số thời điểm 31 tháng 12 năm 2006 là 4560 người.
Bad Wiessee nổi tiếng với các khu nghỉ dưỡng suối nước nóng có lưu huỳnh, nơi có nhiều du khách.